# Молодые годы королевы
«Молодые годы королевы» (нем. Mädchenjahre einer Königin) — австрийский художественный фильм о юности британской королевы Виктории, снятый режиссёром Эрнстом Маришкой в 1954 году и ставший ремейком его собственного одноимённого фильма 1936 года по комедии Зила Вары. Главную роль юной королевы Великобритании Виктории исполнила 16-летняя Роми Шнайдер, впоследствии прославившаяся в роли другой монаршей особы, императрицы Елизаветы в трилогии Маришки «Сисси». Фильм повествует о взрослении юной британской королевы и истории любви с её будущим мужем, двоюродным братом Альбертом. Премьера фильма состоялась 16 декабря 1954 года в Кёльне и 28 декабря 1954 года в Вене. Прокат фильма в США с 1958 года осуществляла компания Buena Vista Уолта Диснея.
Эрнст Маришка изначально утвердил на роль Виктории актрису Соню Циман. За ужином в мюнхенском отеле Vier Jahreszeiten мать Роми Магда Шнайдер представила режиссёру свою дочь, и Маришка внезапно поменял своё решение и пригласил сниматься Роми.

## Сюжет
Виктория предстаёт в фильме прелестной, умной, любознательной и чувствительной девушкой. Узнав о том, что ей предстоит стать королевой Великобритании, Виктория решает отнестись к своим будущим обязанностям со всей ответственностью. Виктории нужно выйти замуж, и она тайком отправляется в экипаже в Париж, чтобы там оценить кандидатов на её руку. В портовом Дувре начинается сильный дождь, и королева со своим дворецким и доверенными лицами решает остановиться в гостинице, где случайно оказался и принц Саксен-Кобурга Альберт, который под видом студента путешествует по Англии со своим учителем. Молодые люди знакомятся, не зная о положении друг друга, и между ними вспыхивают романтические чувства. Виктория должна утром вернуться в Лондон, чтобы на празднествах по поводу её дня рождения определиться с кандидатурой жениха. Альберт не собирался участвовать в этих праздничных мероприятиях, но принимает приглашение Виктории по настоянию своего советника. Когда выясняется, что королевой Великобритании является та самая девушка, с которой он прошлой ночью подшучивал над новой британской королевой, Альберт приходит в полное изумление, но никто не удивился тому, что они в конце концов признались друг другу в своих чувствах.

## В ролях
- Роми Шнайдер — Виктория
- Адриан Ховен — принц Альберт
- Магда Шнайдер — баронесса Луиза Лецен
- Пауль Хёрбигер — профессор Ландман
- Карл Людвиг Диль — лорд Мельбурн
- Кристль Мардайн — герцогиня Кентская
- Рудольф Фогель — слуга Джордж
- Штефан Скодлер — сэр Джон Конрой
- Фред Ливер — Леопольд I, король Бельгии
- Альфред Нойгебауэр — лорд Конингем
- Отто Треслер — архиепископ Кентерберийский
- Петер Век — принц Генрих Оранский
- Рудольф Ленц — великий князь Александр